# Mercœur, Corrèze
Mercœur este o comună în departamentul Corrèze din centrul Franței. În 2009 avea o populație de 239 de locuitori.

## Evoluția populației
| An        | 1975 | 1982 | 1990 | 1999 | 2006 | 2009 |
| --------- | ---- | ---- | ---- | ---- | ---- | ---- |
| Populație | 368  | 345  | 323  | 267  | 250  | 239  |